# Clathrina corallicola
Clathrina corallicola är en svampdjursart som beskrevs av Rapp 2006. Clathrina corallicola ingår i släktet Clathrina och familjen Clathrinidae.
Artens utbredningsområde är Norge. Inga underarter finns listade i Catalogue of Life.